# Beowulf & Grendel
Beowulf & Grendel és una adaptació cinematogràfica canadenca del poema èpic anglosaxó, Beowulf, que data del segle IX. La pel·lícula dirigida per Sturla Gunnarsson i protagonitzada per Gerard Butler com a Beowulf, Stellan Skarsgård com a Hrothgar, Ingvar Eggert Sigurðsson com a Grendel i Sarah Polley com la bruixota Selma. La pel·lícula és un esforç cooperatiu entre Euràsia Motion Pictures (Canadà), Spice Factory (Regne Unit), i Bjolfskvida (Islàndia).
El guió va ser escrit per Andrew Rai Berzins i la seva banda sonora va ser composta per Hilmar Örn Hilmarsson. La història té lloc en la primera meitat del segle VI de nostra era, en el que avui és Dinamarca, però el rodatge de la pel·lícula a Islàndia, això proporciona precioses vistes panoràmiques del paisatge d'aquest país. Es va estrenar el 2005. Ha estat doblada al català.

## Argument
Hrothgar, rei de Danelands, i un grup de guerrers persegueixen a un home corpulent, al qual consideren un troll, i al seu fill petit fins a un gran penya-segat. El pare és atacat fins a la mort, i el seu fill pot ocultar-se.
Anys més tard, Grendel ja no és un nen i decideix venjar la mort del seu pare, per això ataca un gran saló ple de guerrers. Quan l'endemà al matí Horthgar ho descobreix decideix demanar ajuda al guerrer Beowulf, que navega a Daneland per matar a Grendel de Hrothgar.

## Repartiment
- Gerard Butler: Beowulf
- Stellan Skarsgård: Rei Hrothgar
- Sarah Polley: Selma
- Ingvar Eggert Sigurðsson: Grendel
- Tony Curran: Hondscioh
- Steinunn Ólína Þorsteinsdóttir: Queen Wealhtheow
- Martin Delaney: Thorfinn
- Jon Gustafsson: Warrior
- Rory McCann: Breca
- Ólafur Darri Ólafsson